# 16. století
Šestnácté století je období mezi 1. lednem 1501 a 31. prosincem 1600 našeho letopočtu. Jedná se o šesté století druhého tisíciletí.

## Významné události

### 1501 až 1510

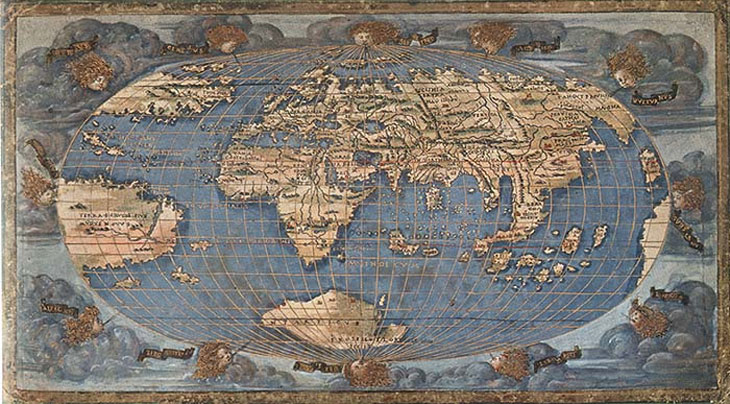
Rosselliho mapa světa z roku 1508

- 1500 přistál portugalský mořeplavec Pedro Álvares Cabral v Brazílii.
- 1502 vstoupilo v Českém království v platnost Vladislavské zřízení zemské.
- 1503 začal Leonardo da Vinci pracovat na obraze Mony Lisy.
- 19. června 1505 nastoupil v Číně na trůn císař Čeng-te z dynastie Ming.
- 1508–1512 vymaloval Michelangelo strop Sixtinské kaple.

### 1510 až 1520

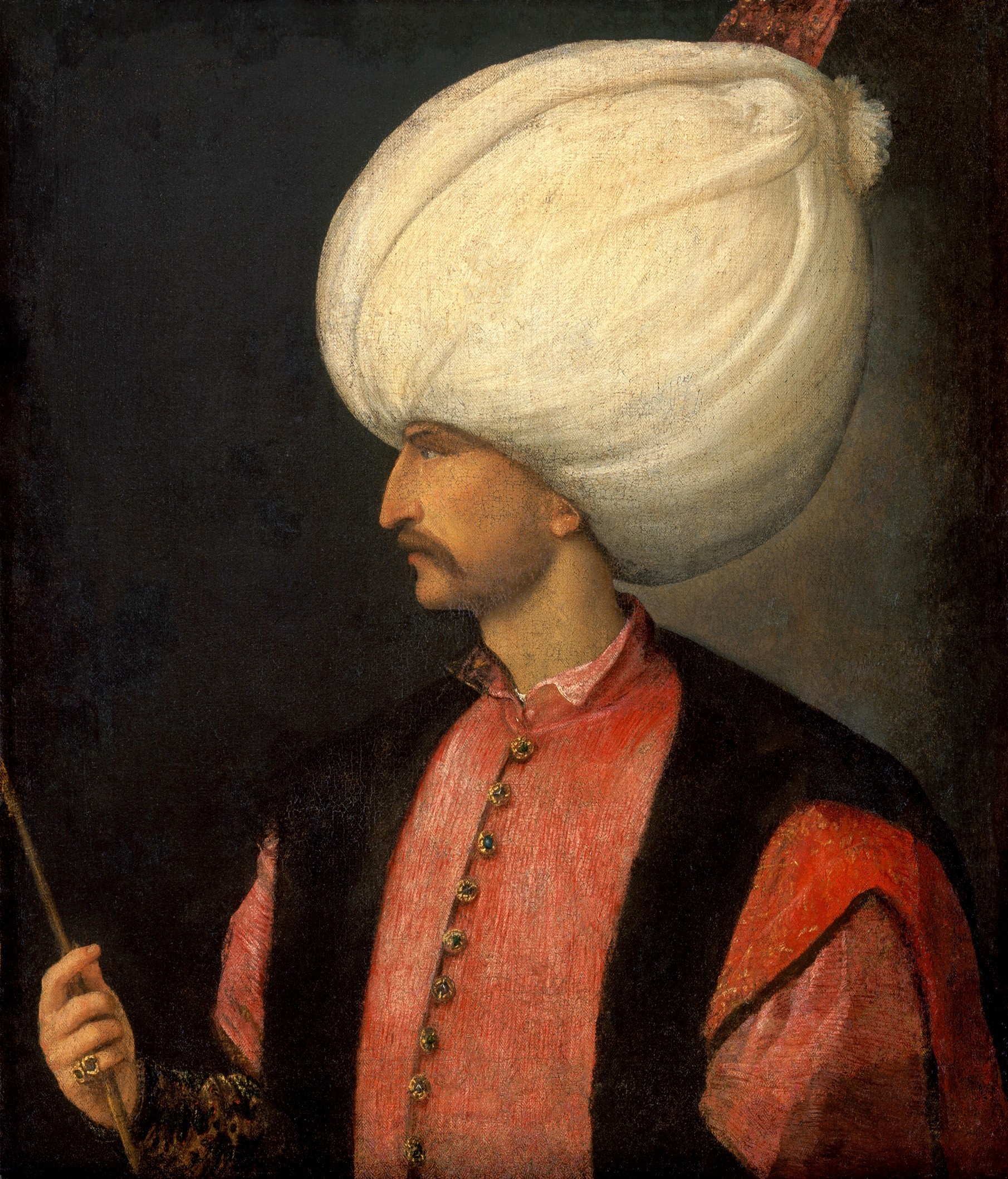
Vládce Osmanské říše, sultán Sulejman I.

- 1512 doplul Francisco Serrão jako první Evropan na Moluky.
- 1513 přešel Vasco Núñez de Balboa Panamskou šíji a jako první Evropan spatřil Tichý oceán.
- 1517 uveřejnil Martin Luther svých 95 tezí, čímž odstartoval německou reformaci.
- 1517 byla mezi českými královskými městy a šlechtou uzavřena Svatováclavská smlouva.
- 28. června 1519 se římským králem stal španělský král Karel Habsburský.
- 10. srpna 1519 vyplul portugalský mořeplavec Fernão de Magalhães ve službách španělské koruny na první úspěšnou cestu kolem Země.
- 1519 bylo potlačeno povstání Ču Čchen-chaoa, knížete z Ning, proti vládě mingského císaře Čeng-te.
- 1519–1521 dobyl Španěl Hernando Cortés říši Aztéků.
- 1520 nastoupil Sultán Sulejman I. na trůn v Osmanské říši.
- 1520 získala Ayşe Hafsa Sultan v Osmanské říši titul Valide Sultan, čili Sultanova matka.

### 1520 až 1530

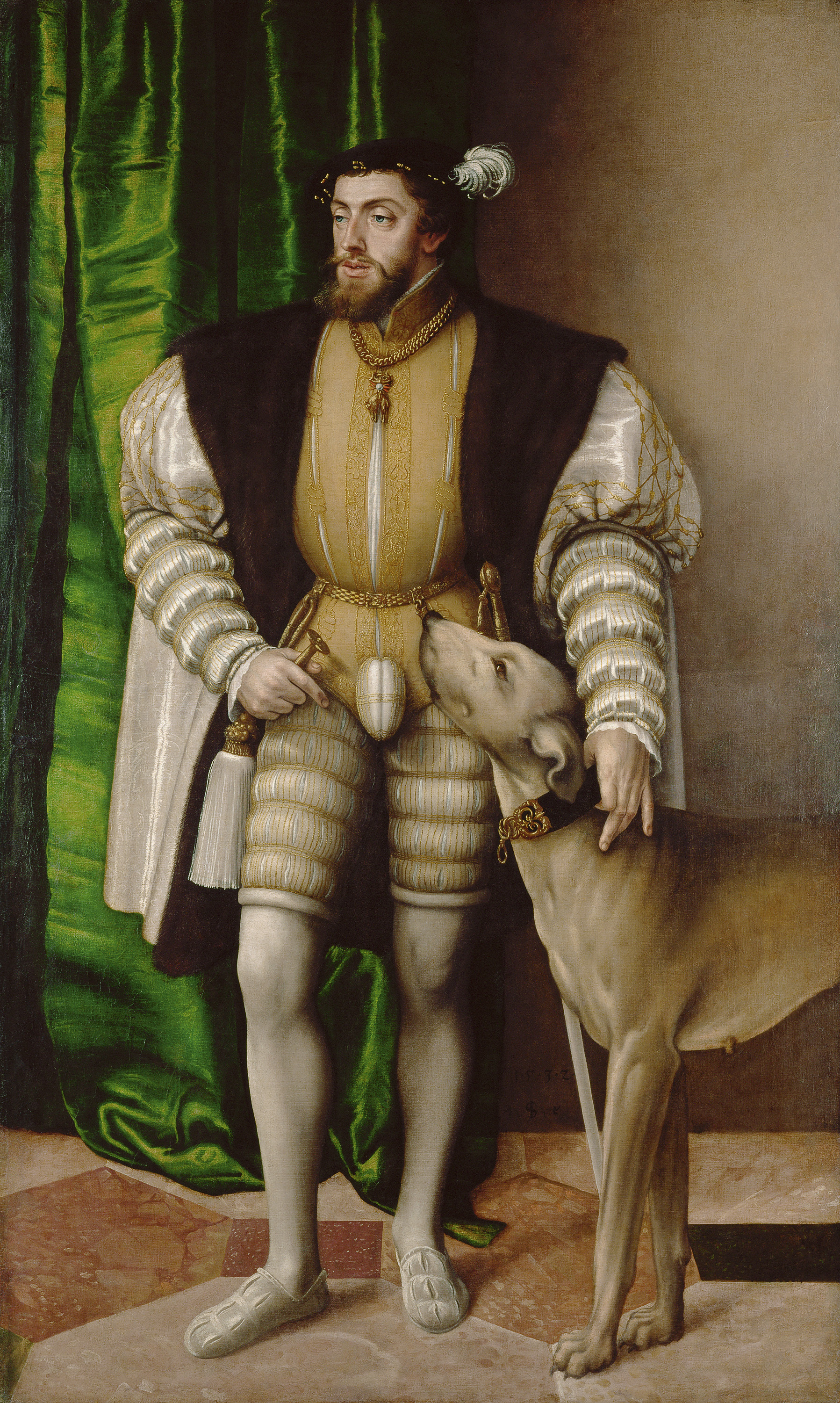
Císař Karel V. v roce 1533

- 1521 dobyl Hernán Cortés Tenochtitlán, hlavní město Aztécké říše.
- 1522 byl Hernán Cortés jmenován místokrálem Nového Španělska.
- 1523 se rozpadla Kalmarská unie, na níž král Gustav I. Vasa definitivně osamostatnil Švédské království.
- 1524–1525 proběhla německá selská válka.
- 24. února 1525 byl francouzský král František I. zajat vojsky Karla V. v bitvě u Pavie.
- 29. srpna 1526 rozdrtili osmanští Turci uherské vojsko v bitvě u Moháče. V boji padl i český, uherský a chorvatský král Ludvík Jagellonský.
- 1527 byl císařskými vojsky vydrancován Řím. Událost je známa jako Sacco di Roma.
- 1527–1533 došlo k roztržce mezi anglickým králem Jindřichem VIII. a papežem Klementem VII. Jindřich VIII. založil samostatnou Anglikánskou církev.
- 1529 byla osmanská vojska odražena při pokusu o dobytí Vídně.

### 1530 až 1540
- 1532–1533 rozvrátil Španěl Francisco Pizarro říši Inků.
- 1533 byl popraven vládce Inků Atahualpa.
- 1534 přebrala Mahidevran Sultan (konkubína, otrokyně, matka prince a nelegitimní manželka Sultána Sulejmana I. titul Valide Sultan po jeho zesnulé matce Ayse Hafse Valide sultan.
- 1534 sesadila Hurrem haseki Sultan, Mahidevran Sultan z postu Valide sultan a přebrala jej sama na sebe.
- 1535 byla ukončena vláda novokřtěnců v Münsteru.
- 1538 začaly Osmansko-portugalské války (1538-1560)

### 1540 až 1550

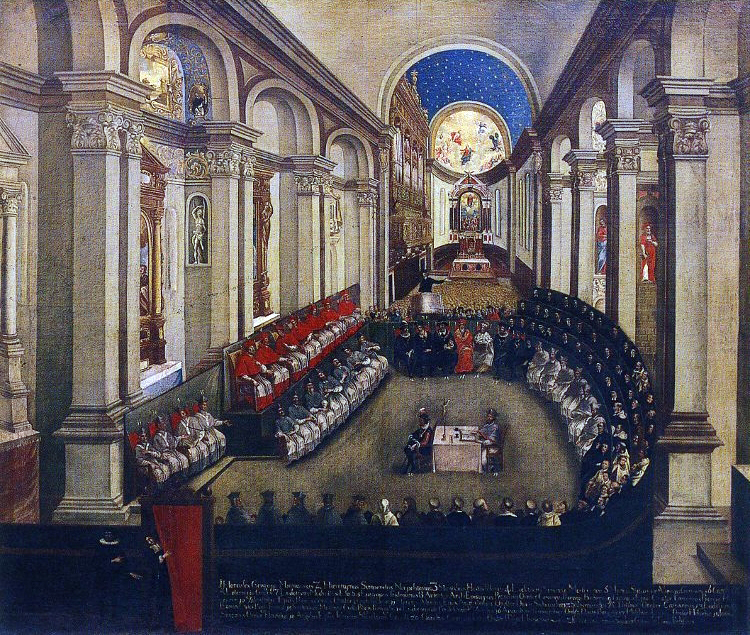
Zasedání Tridentského koncilu

- 1541 prozkoumal a pojmenoval řeku Amazonku Španěl Francisco de Orellana.
- 1541 byl dobyt Budín a pohlcena velká část Uherska Osmanskou říší.
- 1543 formuloval Mikuláš Koperník heliocentrickou teorii.
- 1545–1563 zasedal Tridentský koncil.
- 1546–1547 proběhla na území Svaté říše římské šmalkaldská válka.
- 16. ledna 1547 se moskevský velkokníže Ivan IV. nechal korunovat prvním ruským carem.
- 24. dubna 1547 byl Šmalkaldský spolek poražen vojsky Karla V. v bitvě u Mühlberka.
- 1547 došlo v Čechách k stavovskému povstání proti králi Ferdinandovi.

### 1550 až 1560
- 1552 dobylo carské Rusko Kazaňský chanát.
- 1555 byl uzavřen Augsburský náboženský mír, který de facto rozdělil Svatou říši římskou na katolickou a luterskou část.
- 1556 dobylo carské Rusko Astrachaňský chanát.
- 1558–1583 proběhla Livonská válka.
- 1559 byly mírem z Cateau-Cambrésis ukončeny italské války.

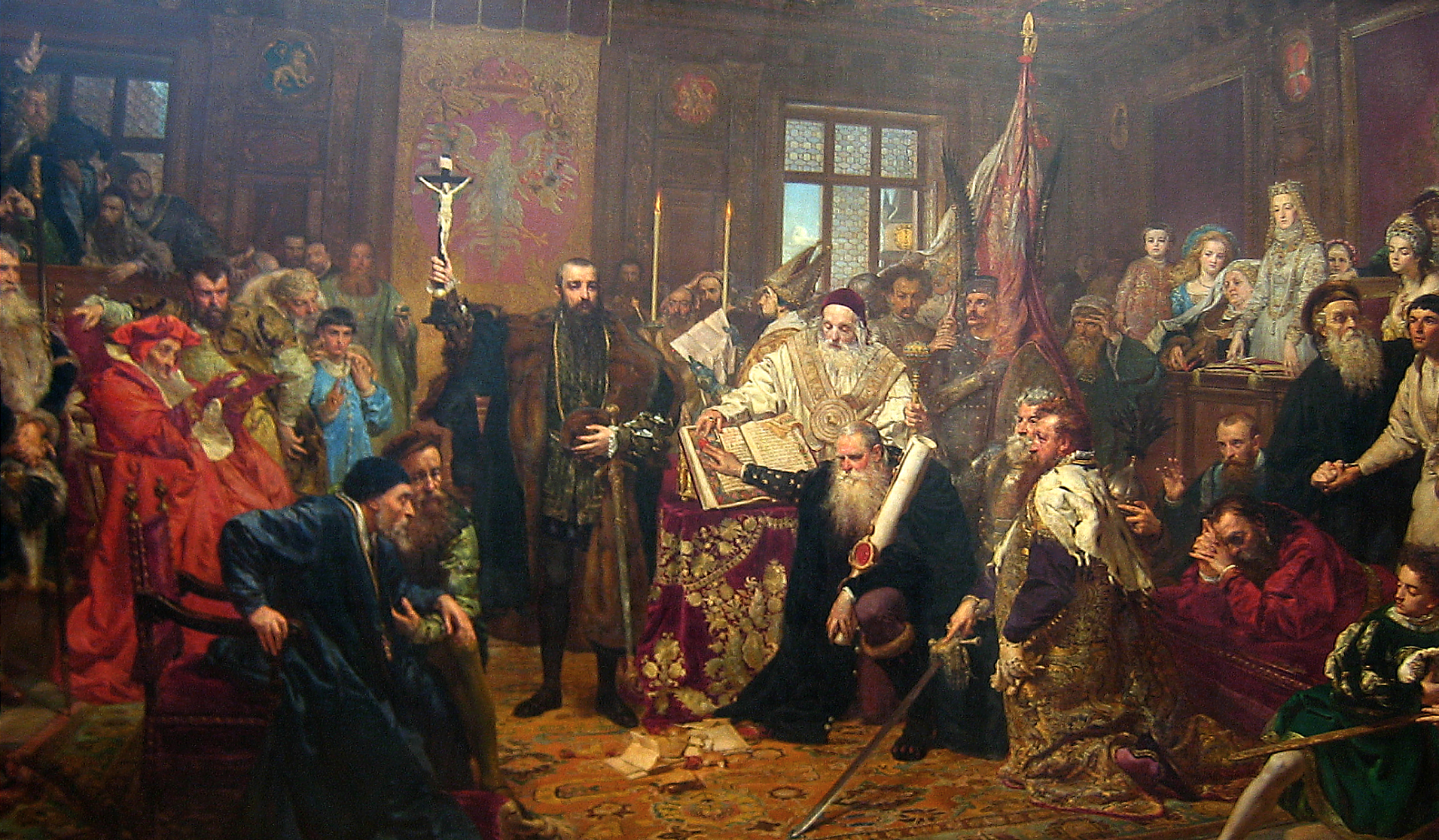
Uzavření Lublinské unie

### 1560 až 1570
- 1562–1598 proběhly ve Francii Hugenotské války.
- 1566 umírá 7. září během bitvy u Szigetváru Sulejman Nádherný, vládce Osmanské říše.
- 1568–1648 povstaly Nizozemské provincie proti španělské nadvládě v Osmdesátileté válce.
- 1. července 1569 sjednotila Lublinská unie Polského království a Litevského velkoknížectví. Tak vznikla Republika obou národů.

### 1570 až 1580

Bitva u Lepanta

- 2. července 1570 až 5. srpna 1571 osmané postupnĕ dobyli benátský Kypr. Poslední benátská pevnost Famagusta padla po jedenáctimĕsíčním obléhání.
- 7. října 1571 byla osmanská flota poražena spojenými vojsky Svaté ligy v bitvě u Lepanta.
- 1572 došlo během tzv. Bartolomějské noci k zmasakrování francouzských hugenotů.
- 1577–1580 uskutečnil Angličan Francis Drake svou cestu kolem světa. Jako druhý tak obeplul Zeměkouli.

### 1580 až 1590
- 1580 porazil španělský král Filip II. portugalského krále Antonína I. Antonín následně prchnul do exilu a Filip se stal portugalským králem.
- 1582 zavedl papež Řehoř XIII. Gregoriánský kalendář.
- 1585–1604 proběhla Anglo-španělská válka.
- 8. února 1587 – poprava Královny Skotů, Marie Stuartovny
- 1588 došlo k porážce Španělské Armady.

### 1590 až 1600
- 1592–1598 proběhla Imdžinská válka mezi Japonskem a korejsko–čínskou aliancí.
- 1593–1606 konfrontovaly Osmanská říše s Habsburskou monarchií v Uhrách a na Balkáně své síly v rámci tzv. dlouhé turecké války.
- 13. dubna 1598 vydal francouzský král Jindřich IV. Edikt nantský.
- 17. února 1600 byl upálen spisovatel a astronom Giordano Bruno, který tvrdil, že středem vesmíru není Země.
- 21. října 1600 proběhla bitva u Sekigahary, ze které vítězně vzešel Tokugawa Iejasu, který se následně ujal vedoucího postavení v zemi. Toto datum je někdy považováno za počátek období Edo.

## Osobnosti
V 16. století žily osobnosti jako italský malíř Sandro Botticelli (1444–1510), nizozemský malíř Hieronymus Bosch (1450–1516), mořeplavec Kryštof Kolumbus (1451–1506), italský malíř Leonardo da Vinci (1452–1519), italský filozof a politik Niccolò Machiavelli (1469–1527), portugalský mořeplavec Vasco da Gama (1469–1524), astronom Mikuláš Koperník (1473–1543), italský malíř Michelangelo Buonarroti (1475–1564), portugalský mořeplavec Fernão de Magalhães (1480–1521), německý teolog a reformátor Martin Luther (1483–1546), dánský astronom Tycho Brahe (1546–1601), španělský spisovatel Miguel de Cervantes y Saavedra (1547–1616), italský filozof Giordano Bruno (1548–1600), český šlechtic, diplomat a cestovatel Kryštof Harant z Polžic a Bezdružic (1564–1621), anglický básník William Shakespeare (1564–1616), italský filozof a astronom Galileo Galilei (1564–1642), slovenský lékař a filozof Ján Jesenský (1566–1621) a německý astronom Johannes Kepler (1571–1630).